# Andrézieux-Bouthéon
Andrézieux-Bouthéon este o comună în departamentul Loire din sud-estul Franței. În 2009 avea o populație de 9.675 de locuitori.

## Evoluția populației
| An        | 1975  | 1982  | 1990  | 1999  | 2006  | 2009  |
| --------- | ----- | ----- | ----- | ----- | ----- | ----- |
| Populație | 7.640 | 8.877 | 9.407 | 9.153 | 9.508 | 9.675 |